# Cleja
Cleja (in ungherese Klézse) è un comune della Romania di 7 060 abitanti, ubicato nel distretto di Bacău, nella regione storica della Moldavia.
Il comune è formato dall'unione di 3 villaggi: Cleja-Klèzse, Somusca-Somoska, Valea Mică-Pokolpatak.